# Hyphydrus fangensis
Hyphydrus fangensis là một loài bọ cánh cứng trong họ Bọ nước. Loài này được Biström & Satô miêu tả khoa học năm 1988.